# کلروو
کلروو (به لوکزامبورگی: Klierf) یک شهرداری در کانتون کلروو واقع در منطقه ایسلک (Éislek) در شمال کشور دوک‌نشین لوکزامبورگ است که ۸۵،۶۱ کیلومترمربع مساحت دارد و جمعیت آن در ژانویه سال ۲۰۱۱ میلادی ۴۳۳۶ نفر بوده‌است.

## بخش‌ها
این شهرداری ۱۶ بخش یا زیرمجموعه دارد که عبارتند از:
- کلروو (Clervaux)مرکز
- دراوفلت (Drauffelt)
- ازلبورن (Eselborn)
- فیشباخ (Fischbach)
- گریندهاوزن (Grindhausen)
- هاینرشاید (Heinerscheid)
- اوپردانژ (Hupperdange)
- کالبورن (Kalborn)
- لیلر (Lieler)
- مارناخ (Marnach)
- مونسهاوزن (Munshausen)
- رویلر (Reuler)
- رودر (Roder)
- سیبنالر (Siebenaler)
- اورشپلت (Urspelt)
- وایشردانژ (Weicherdange)

## تاریخچه جمعیت
تاریخچه رشد جمعیت این شهرداری در جدول زیر آمده‌است  :
| سال  | جمعیت بخش کلروو | جمعیت بخش مونسهاوزن | جمعیت بخش هاینرشاید | جمعیت کل |
| ---- | --------------- | ------------------- | ------------------- | -------- |
| ۱۸۲۱ | ۱۰۷۳            | ۵۷۴                 | ۸۲۱                 |          |
| ۱۸۵۱ | ۱۶۶۰            | ۱۰۶۴                | ۱۱۴۴                |          |
| ۱۸۸۰ | ۱۴۹۷            | ۱۱۲۸                | ۱۴۵۴                |          |
| ۱۹۱۰ | ۱۶۹۳            | ۱۰۳۷                | ۱۴۶۷                |          |
| ۱۹۳۵ | ۱۶۷۱            | ۹۲۹                 | ۱۳۹۱                |          |
| ۱۹۴۷ | ۱۵۹۱            | ۷۸۲                 | ۱۲۲۶                |          |
| ۱۹۶۰ | ۱۴۵۹            | ۷۲۱                 | ۱۰۱۶                |          |
| ۱۹۷۰ | ۱۴۲۸            | ۶۳۱                 | ۹۸۲                 |          |
| ۱۹۸۱ | ۱۴۱۷            | ۵۶۳                 | ۸۵۴                 |          |
| ۱۹۹۱ | ۱۵۵۱            | ۶۲۴                 | ۸۱۶                 |          |
| ۲۰۰۱ | ۱۷۹۱            | ۸۱۷                 | ۹۴۹                 |          |
| ۲۰۰۴ | ۱۸۳۵            | ۹۱۴                 | ۱۰۳۲                |          |
| ۲۰۰۷ | ۱۸۶۰            | ۹۸۹                 | ۱۰۹۸                |          |
| ۲۰۱۰ | ۱۹۶۰            | ۱۱۰۲                | ۱۱۶۹                |          |
| ۲۰۱۱ | ۱۹۸۳            | ۱۱۵۲                | ۱۲۰۱                | ۴۳۳۶     |

## نگارخانه

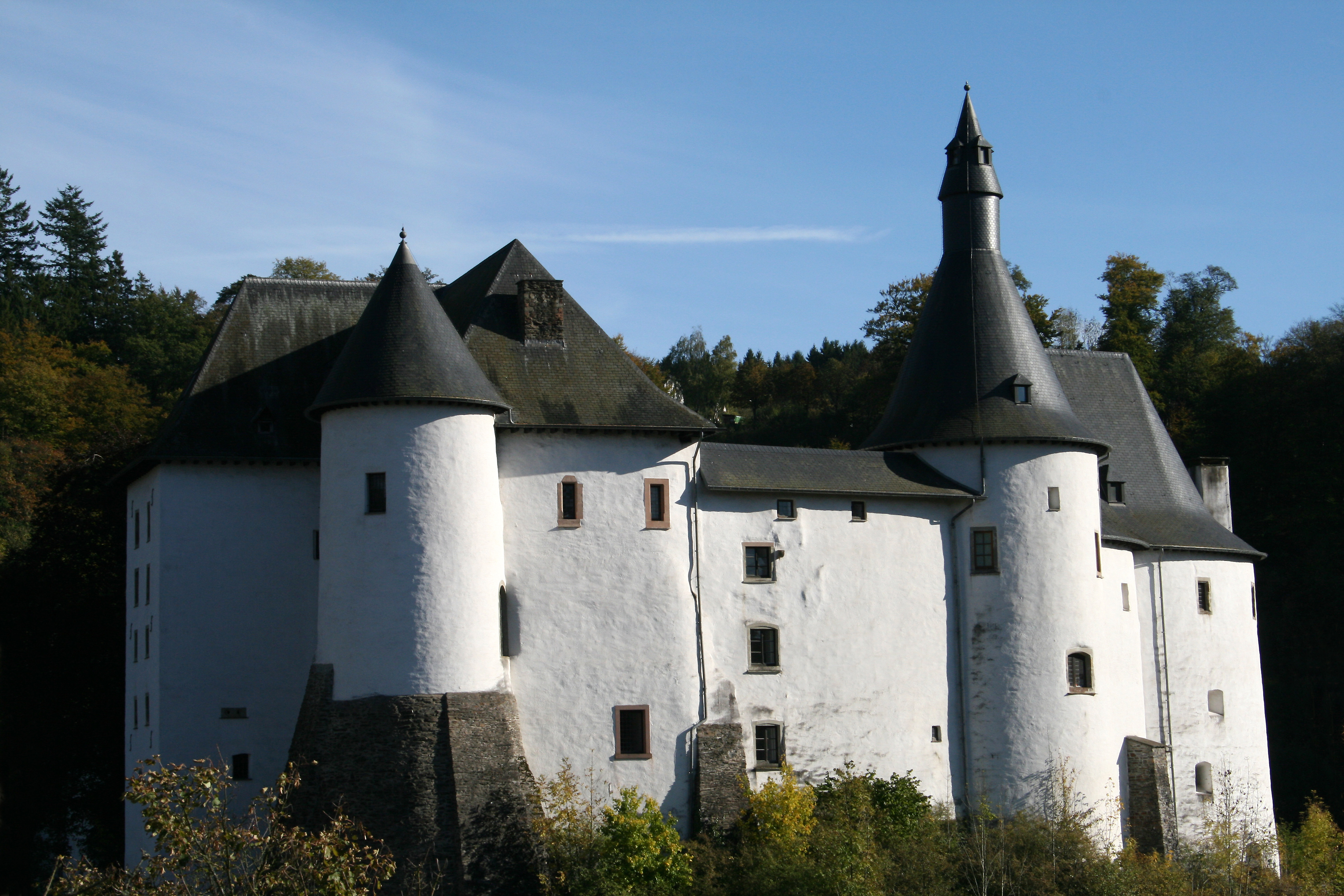
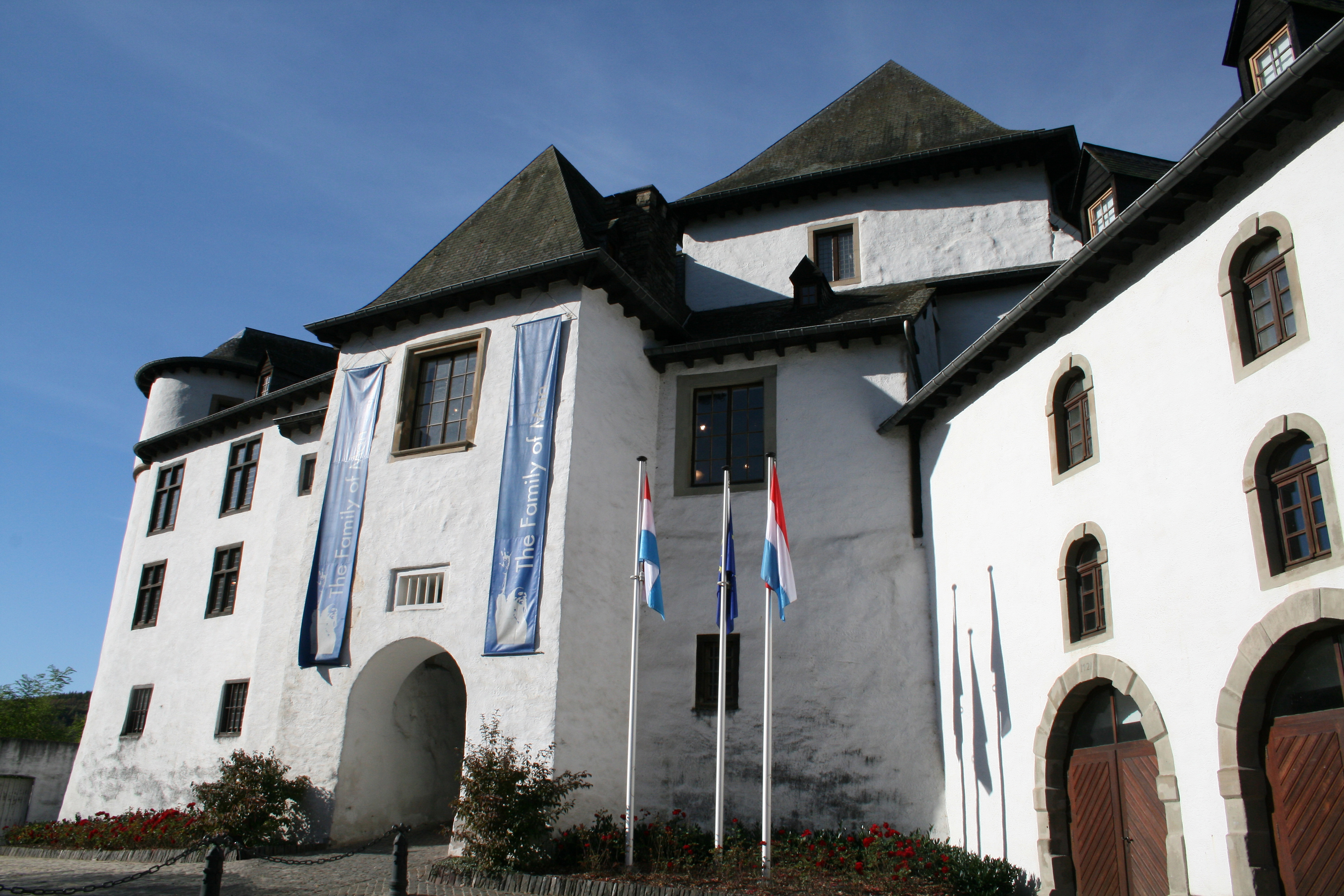
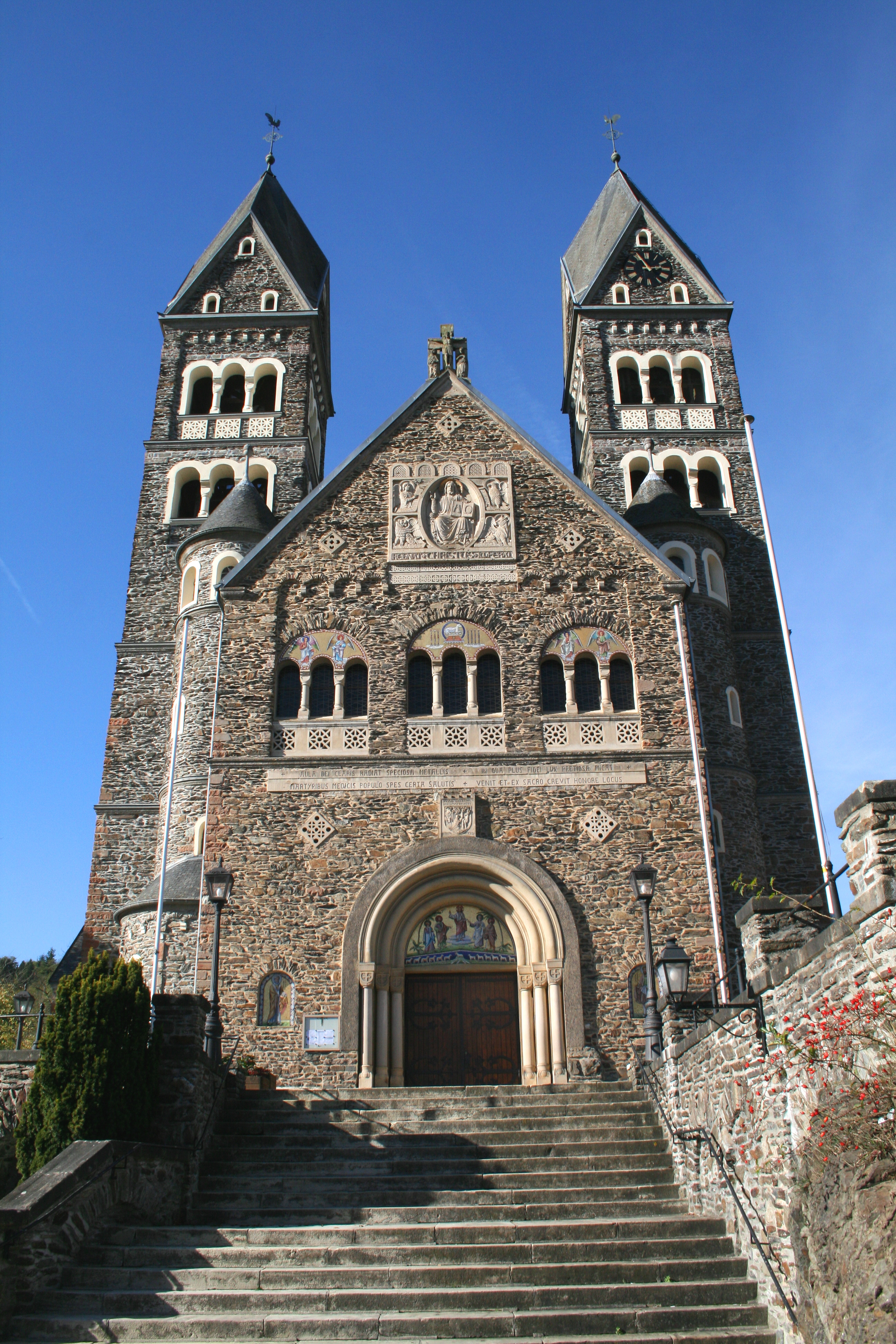